# 申贝格 (萨克森州)
申贝格（德語：Schönberg）是德国萨克森州的市镇，隶属于茨维考县。总面积为15.43平方千米，截至2023年12月31日总人口为852人。